# Протеинфосфатазы
Протеинфосфатазы — группа ферментов, удаляющих фосфатную группу с фосфорилированного аминокислотного остатка белка-субстрата, то есть выполняющих дефосфорилирование субстрата.
Фосфорилирование — одна из самых распространённых форм обратимой посттрансляционной модификации белков. Эффекторными белками фосфорилирования являются протеинкиназы, в то время как протеинфосфатазы являются эффекторными белками дефосфорилирования.